# Les Petites Perles au fond de l'eau
Pour plus de détails, voir Fiche technique et Distribution.
Les Petites Perles au fond de l'eau (en tchèque : Perlicky na dne) est un film tchécoslovaque réalisé par Věra Chytilová, Jaromil Jireš, Jiří Menzel, Jan Němec et Evald Schorm, sorti en 1965.
C'est l'adaptation d'un recueil de nouvelles de Bohumil Hrabal paru en 1963.

## Synopsis
Ce film est composé de cinq courts métrages réalisés chacun par un réalisateur différent, Self-service Univers (Automat Svet) de Věra Chytilová, Romance (Romance) de Jaromil Jireš, La Mort de M. Baltazar (Smrt pana Baltazara) de Jiří Menzel, Les Imposteurs (Podvodníci) de Jan Němec et La Maison de joie (Dum radosti) d'Evald Schorm.

## Fiche technique
- Titre original : Perlicky na dne
- Titre français : Les Petites Perles au fond de l'eau
- Réalisation : Věra Chytilová, Jaromil Jireš, Jiří Menzel, Jan Němec et Evald Schorm
- Scénario : Věra Chytilová, Jaromil Jireš, Jiří Menzel, Jan Němec et Evald Schorm, d'après les contes de Bohumil Hrabal
- Musique Jiří Šust
- Pays d'origine : Tchécoslovaquie
- Format : Couleurs et noir et blanc - 35 mm - 1,37:1 - Mono
- Genre : comédie
- Durée : 105 minutes
- Dates de sortie : 
  -  Suisse : 29 juillet 1965 (Festival international du film de Locarno )
  - 1966

### Lieux de tournage
- Studios Barrandov (Prague)

## Distribution

### SegmentAutomat Svet
- Vera Mrázkova : Nevesta
- Vladimír Boudník : Vytvarník
- Alzbeta Lastovková : Vycepní
- Václav Chochola : SNB
- Jan Vala : Cock
- Ales Kosnar : Mládenec

### SegmentRomance
- Dana Valtová : Cikánka
- Ivan Vyskocil : Gaston
- Karel Jerábek : Hlídac
- Frantisek Prihoda : Watcher

### SegmentLa mort de M. Baltazar(Smrt pana Baltazara)
- Pavla Marsálková : Matka
- Ferdinand Kruta : Otec
- Alois Vachek : Mrzák
- Emil Iserle : Stryc
- Miroslav Nohýnek : Chlapec
- Vlasta Spánková : Dívka
- Jiří Menzel :  le cycliste

### SegmentLes Imposteurs(Podvodníci)
- Milos Ctrnacty : Zpevák
- Frantisek Havel : Novinár
- Josef Hejl : Holic
- Jan Vasák : Zrizenec
- Jirí Reichl : le garçon avec une fracture

### SegmentLa Maison de Joie(Dum radosti)
- Josefa Pechlatová : Matka
- Václav Zák : Malír
- Ivan Vyskocil : clerc
- Antonín Pokorny : clerc